# Mogens Glistrup
Mogens Glistrup (* 28. Mai 1926 in Rønne auf Bornholm; † 1. Juli 2008 in Virum/Lyngby-Taarbæk Kommune) war ein dänischer Politiker und Gründer der Fortschrittspartei. Er vertrat sie von 1973 bis 1983 und erneut von 1987 bis 1990 als Abgeordneter im Folketing.

## Leben
Mogens Glistrup war der Sohn des Gymnasiallehrers Lars Glistrup und dessen Frau Ester Jensen. 1950 heiratete er Lene Svendsen (1925–2013). Das Paar hatte vier Kinder.
Glistrup studierte Rechtswissenschaft an der Universität Kopenhagen und der University of California, Berkeley. Im juristischen Staatsexamen erzielte er das bis dahin drittbeste Ergebnis in der Geschichte Dänemarks. 1955 wurde er als Rechtsanwalt am Landesgericht und am Obersten Gericht zugelassen. Von 1956 bis 1963 arbeitete er als Dozent für Steuerrecht an der Universität Kopenhagen.

## Provokateur und Steuerrebell
Aufsehen erregte Mogens Glistrup erstmals am 30. Januar 1971, als er in einer Livesendung des dänischen Fernsehens das Zahlen von Steuern für unmoralisch erklärte. Steuerhinterzieher würden hingegen ebenso patriotisch handeln wie die Eisenbahnsaboteure während der deutschen Besatzung im Zweiten Weltkrieg. Er zeigte seinen Steuerabschluss mit einem Lohnsteuersatz von null Prozent vor. Nach diesem Auftritt versuchten mehrere Parteien, Glistrup für eine Parlamentskandidatur zu gewinnen. Er gelangte auch zunächst auf die Liste der Konservativen Partei, doch wurde die Entscheidung kurz darauf rückgängig gemacht.
Zu Glistrups ebenso unterhaltsamen wie radikalen Vorschlägen gehörte, das dänische Militär abzuschaffen und durch einen Anrufbeantworter zu ersetzen, der in allen Weltsprachen „Wir ergeben uns“ melden sollte. Das spare bares Geld und im Ernstfall Menschenleben, weil Dänemark ohnehin nicht verteidigungsfähig sei.
Glistrup gründete am 22. August 1972 im Restaurant Grøften im Tivoli in Kopenhagen die Fortschrittspartei (Frp). Hauptanliegen waren die Begrenzung der Einkommensteuer, der Abbau staatlicher Bürokratie und die Vereinfachung des Gesetzgebungsverfahrens. Mit diesem Programm wurde seine Partei nach der sogenannten Erdrutschwahl 1973 zweitstärkste Fraktion im dänischen Parlament und erhielt 28 von 175 Sitzen. Bei den folgenden Wahlen 1975, 1977, 1979 und 1981 erwies sich die Partei als dauerhaftes Element im dänischen Parteiengefüge. Glistrup trat bis 1984 als Spitzenkandidat („Kampagnenleiter“) seiner Partei auf, ließ sich aber nie zum Vorsitzenden wählen.
Glistrup verhinderte weitgehend eine konstruktive Parlamentsarbeit. So verweigerte die Frp bis 1989 allen Haushaltsgesetzen ihre Zustimmung. Wegen seiner provokativen und vereinfachenden Aussagen wurde er andererseits von den etablierten Parteien gemieden und von der Gesetzgebungsarbeit praktisch ausgeschlossen.
Glistrups kreative Steuersparmodelle führten zu einer Haftstrafe wegen Steuerhinterziehung, die er vom 31. August 1983 bis 11. März 1985 verbüßen musste. Pia Kjærsgaard rückte für ihn als Abgeordnete ins Parlament nach. Sie trat in den Wahlkämpfen ab 1987 als Spitzenkandidatin an und öffnete die Partei nach internen Flügelkämpfen für eine konventionellere Zusammenarbeit mit anderen Fraktionen, um mehr politische Mitsprache zu erlangen. Nach seiner Rückkehr ins Parlament 1987 erschien Glistrup zunehmend isoliert und brach 1989 öffentlich mit der Parteilinie.
Glistrup galt vielen als einziger brauchbarer Kopf seiner Partei. Im Lauf der Zeit verstärkte sich jedoch bei politischen Beobachtern der Eindruck, dass sich hinter seinem zynischen Kalkül der reine Wahnsinn verbarg: Verrückt, aber harmlos, wie der Journalist Georg Metz nachsichtig resümierte.

## Politischer Abstieg
Am 13. November 1990 gründete Mogens Glistrup die „Trivselspartiet“ (Partei des Wohlergehens). Nur eine Woche später setzte Ministerpräsident Poul Schlüter Neuwahlen an, weil die Sozialdemokraten seiner Wirtschaftspolitik die Zustimmung verweigert hatten. In den verbleibenden drei Wochen bis zur Wahl ging Glistrups Trivselspartiet eine Listenverbindung mit Fælles Kurs ein, einer kommunistischen Protestpartei, der zwei Jahre zuvor nur 0,1 Prozent gefehlt hatten, um die Sperrgrenze zu überwinden. Dieses Mal sollten es 0,2 Prozent werden. Glistrup, der formal Mitglied der Frp geblieben war, verlor 1991 nicht nur Sitz und Stimme im Parteivorstand, sondern wurde komplett ausgeschlossen. Die alten Anhänger versuchten bei immer wiederkehrenden Gelegenheiten, seine Rückkehr zu erreichen.
Erst lange nachdem Pia Kjærsgaard 1995 die Frp verlassen und mit Gleichgesinnten die rechtspopulistische Dänische Volkspartei gegründet hatte, durfte Glistrup 1999 zur Frp zurückkehren. Sein Comeback provozierte den Austritt der gesamten Folketingsfraktion. Die nun außerparlamentarische Kleinstpartei machte Glistrup 2001 zu ihrem Spitzenkandidaten. Das Wahlergebnis betrug enttäuschende 0,6 Prozent. Er schied aus der aktiven Politik aus, nicht ohne sich zuvor die „lebenslange Ehrenmitgliedschaft“ in der Frp verleihen zu lassen.

## Islamfeindliche Aussagen
Ab Anfang der 1980er-Jahre wurde die Begrenzung der Einwanderung nach Dänemark zu Glistrups Hauptanliegen. Wegen geringschätziger Aussagen über Muslime wurde Glistrup mehrmals zu Geldstrafen verurteilt, erstmals 1985 wegen der Aussage, alle Muslime wären zum heiligen Krieg gegen die Ungläubigen erzogen worden. 1999 bekannte er in der Tageszeitung Berlingske Tidende: „Natürlich bin ich Rassist – das sind alle guten Dänen. Man ist entweder Rassist oder Landesverräter.“ Auch verglich er die Einwanderung von muslimischen Menschen als "Tropfen Arsen in einem Glas mit klarem Wasser". 2003 wurde Glistrup wegen der Äußerung verurteilt, „die Anhänger Mohammeds [seien] nach Dänemark gekommen, um die Dänen aus ihrem Vaterland zu vertreiben“. Die 20-tägige Haftstrafe wurde 2005 verbüßt.

## Trivia
Glistrups melodiöser bornholmischer Akzent und seine sichtliche Freude an der kalkulierten Provokation wurden zur Zielscheibe zahlreicher Satiren. Wegen seines unverwechselbaren Äußeren erhielt er den Spitznamen „Seewolf“. Seit einem gemeinsamen Interview 1973 mit dem Vorsitzenden der Zentrumsdemokraten, Erhard Jacobsen, galt Glistrup als Fan von Marzipanbrot.